# Röd krontangara
Röd krontangara (Coryphospingus cucullatus) är en fågel i familjen tangaror inom ordningen tättingar.

## Utseende och läte
Röd krontangara är en distinkt röd finkliknande fågel. Hanen är mestadels mörkröd, med kanelbrunt på ryggen och en svart liten tofs på hjässan med lysande röd mitt. Honan saknar tofsen och är mestadels mörkbrun, med kanelbrunt på bröst och övergump. Båda könen har tydlig vit ögonring. Sången består av en serie två alternerande visslingar.

## Utbredning och systematik
Röd krontangara delas in i tre underarter med följande utbredning:
- Coryphospingus cucullatus cucullatus – förekommer i Guyana och nordöstra Brasilien
- Coryphospingus cucullatus rubescens – förekommer i östra Paraguay, södra Brasilien, Uruguay och nordöstra Argentina
- Coryphospingus cucullatus fargoi – förekommer vid foten av Andernas östsluttning i södra Colombia (Putumayo) och östra Ecuador söderut till Marañóndalen i sydostligaste Ecuador (södra Zamora-Chinchipe) och norra Peru ((Cajamarca och Amazonas) samt i Urubambadalen i sydcentrala Peru (Cuzco; även från norra Bolivia (La Paz) söderut till västra Paraguay och norra Argentina (i syd till San Luis, La Pampa och norra Buenos Aires)

### Familjetillhörighet
Liksom andra finkliknande tangaror placerades denna art tidigare i familjen Emberizidae. Genetiska studier visar dock att den är en del av tangarorna.

## Levnadssätt
Röd krontangara hittas i skogslandskap, skogsbryn, buskområden, stadsparker och trädgårdar.

## Status
Arten har ett stort utbredningsområde och beståndet anses stabilt. Internationella naturvårdsunionen IUCN listar den därför som livskraftig (LC).